# Felix Villars
Felix Villars (6 janvier 1921 – 27 avril 2002) était un professeur émérite de physique au MIT. Il est surtout connu pour la régularisation de Pauli–Villars , un principe important dans la théorie quantique des champs.

## Jeunesse
Félix Villars est né à Bienne, en Suisse et a servi dans l'Armée suisse pendant la Seconde Guerre mondiale, en travaillant comme météorologue. En 1945, il obtient le diplôme de l'École polytechnique fédérale de Zurich, en physique et en mathématiques. Sa thèse de premier cycle lui a valu la Médaille d'Excellence de l'Institut Kern. L'année suivante, il décroche son doctorat en physique de la même institution,.
De 1946 à 1949, Villars a travaillé comme assistant de recherche à l'École polytechnique fédérale. Là, il a collaboré avec Wolfgang Pauli dans des travaux sur l'électrodynamique quantique. Ils ont développé une méthode de traitement mathématique des singularités dans la théorie quantique des champs, afin d'en extraire les résultats physiques finis. Cette méthode, la régularisation de Pauli–Villars, basée sur la présence de fantômes, est utilisée par les physiciens lorsqu'ils travaillent avec la théorie des champs.
En 1949, Villars a épousé Jacqueline Dubois et s'est installé aux États-Unis. Il a travaillé pendant un an à l'Institute for Advanced Study à Princeton, New Jersey.

## Carrière au sein du MIT
En 1950, Villars a été embauché comme associé de recherche au MIT et est nommé professeur en 1959. Avec Victor Weisskopf, il a étudié la dispersion des ondes radio en raison des turbulences atmosphériques. Avec Herman Feshbach, il a étudié l'effet du champ magnétique de la Terre sur l'ionosphère.
C'est la biologie, cependant, qui l'a captivé. Félix Villars appliqua des méthodes mathématiques à l'étude du fonctionnement des systèmes biologiques, produisant des idées qui n'avaient pas été imaginées par les biologistes et les chercheurs en médecine malgré des années d'étude.
Félix Villars a été un personnage clé dans la création de la Harvard-MIT de la Division des Sciences de la Santé et de la Technologie, une collaboration entre les universités de Harvard et du MIT. Il a également été conférencier invité à la Harvard Medical School. Avec le professeur de physique du MIT George B. Benedek, il a écrit un manuel de premier cycle en trois volumes, Physique, avec des exemples illustratifs issus de la médecine et de la biologie.
Il est mort d'un cancer à son domicile à Belmont, Massachusetts , le 27 avril 2002, à 81 ans.

## Ouvrages
- Felix Villars et George B. Benedek, Physics with Illustrative Examples from Medicine and Biology: Mechanics, Springer Verlag, 2000

- Felix Villars et George B. Benedek, Physics with Illustrative Examples from Medicine and Biology: Electricity and Magnetism, Springer Verlag, 2006

- Felix Villars et George B. Benedek, Physics with Illustrative Examples from Medicine and Biology: Statistical Physics, Springer Verlag, 2006